# كوربينس
بلدية كوربينس (بالكاتالانية: Corbins) هي بلدية صغيرة تقع في قطلونيا في إسبانيا.

## السكان
| السنة      | 1900 | 1930 | 1950 | 1970 | 1986 | 2007 |
| ---------- | ---- | ---- | ---- | ---- | ---- | ---- |
| عدد السكان | 959  | 1105 | 1009 | 1067 | 1034 | 1340 |

## وصلات خارجية
- Official website (بالكتالونية)
- Information - Generalitat de Catalunya نسخة محفوظة 29 سبتمبر 2007 على موقع واي باك مشين. (بالكتالونية)
- Statistical information - Institut d'Estadística de Catalunya (بالكتالونية)